# Misje dyplomatyczne Andory
Misje dyplomatyczne Andory – przedstawicielstwa dyplomatyczne Księstwa Andory przy innych państwach i organizacjach międzynarodowych. Poniższa lista zawiera wykaz obecnych ambasad. Andora nie posiada obecnie konsulatów zawodowych. Nie uwzględniono konsulatów honorowych.

## Europa

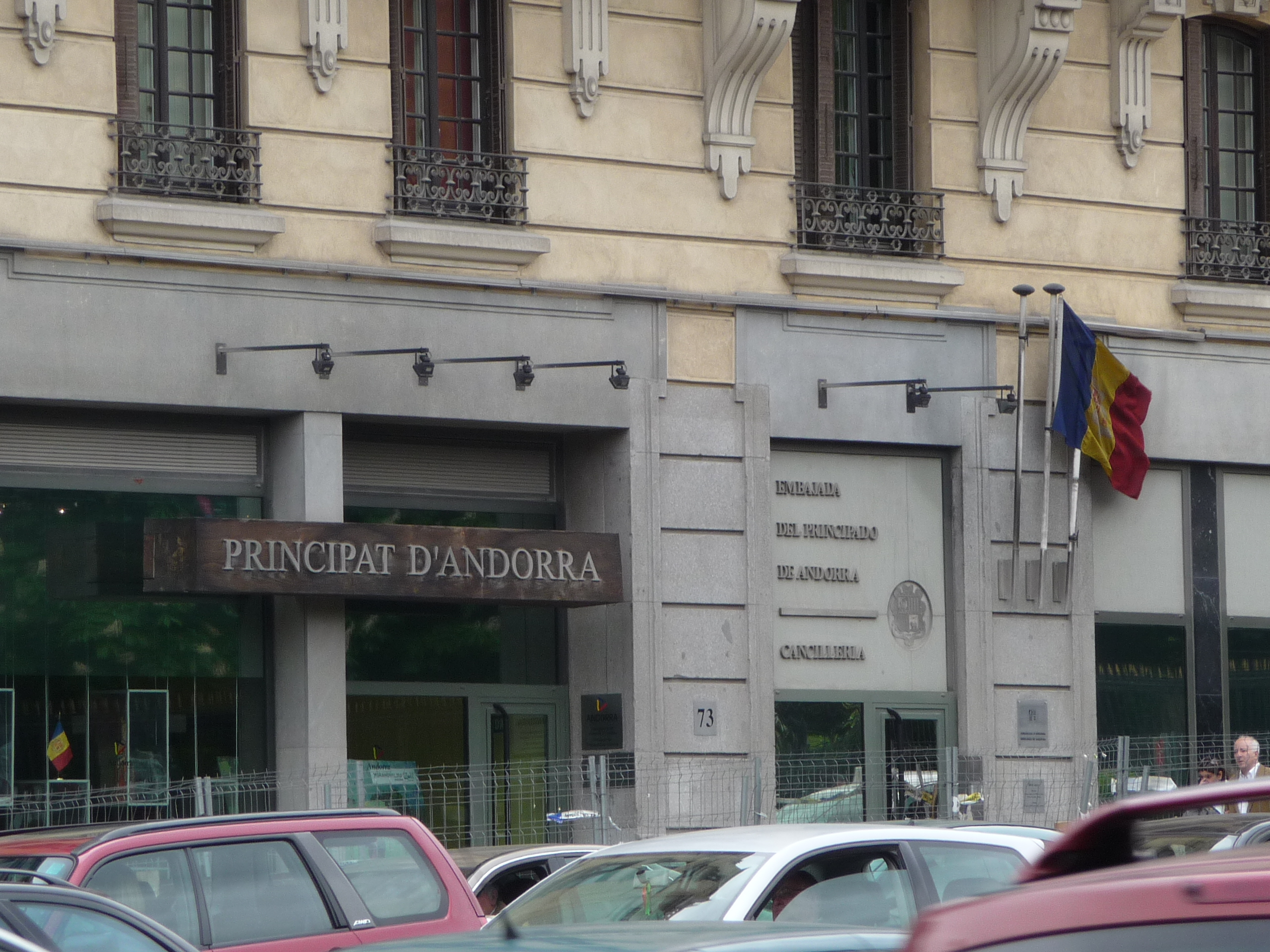
Ambasada Andory w Madrycie

- Austria
  - Wiedeń (Ambasada)
- Belgia
  - Bruksela (Ambasada)
- Francja
  - Paryż (Ambasada)
- Hiszpania
  - Madryt (Ambasada)
- Portugalia
  - Lizbona (Ambasada)

## Ameryka Północna, Środkowa i Karaiby
- Stany Zjednoczone
  - Nowy Jork (Ambasada)

## Organizacje międzynarodowe
- Nowy Jork - Stałe Przedstawicielstwo przy Organizacji Narodów Zjednoczonych
- Genewa - Stałe Przedstawicielstwo przy Biurze Narodów Zjednoczonych i Światowej Organizacji Handlu
- Paryż - Stałe Przedstawicielstwo przy UNESCO
- Wiedeń - Stałe Przedstawicielstwo przy Biurze Narodów Zjednoczonych i Organizacji Bezpieczeństwa i Współpracy w Europie
- Bruksela - Stałe Przedstawicielstwo przy Unii Europejskiej
- Strasburg - Stałe Przedstawicielstwo przy Radzie Europy